# Passiefstad
Een passiefstad is een stad die meestal gericht is op maximale zonne-opvangst voor ieder huis. Dit kan bijvoorbeeld door de grote straten van west naar oost en de kleine straten van noord naar zuid.

## zie ook
Passiefhuis

## bronnen
- http://www.lowtechmagazine.be/2012/03/van-passiefhuis-naar-passiefstad.html